# Полевица побегоносная
Полевица побегоносная, столонообразующая, или побегообразующая (лат. Agróstis stolonífera), также полевица белая — многолетний рыхлодерновинный злак, вид рода Полевица (Agrostis).
Обыкновенный луговой злак, встречающийся по влажным местам в умеренных регионах Евразии.

## Ботаническое описание

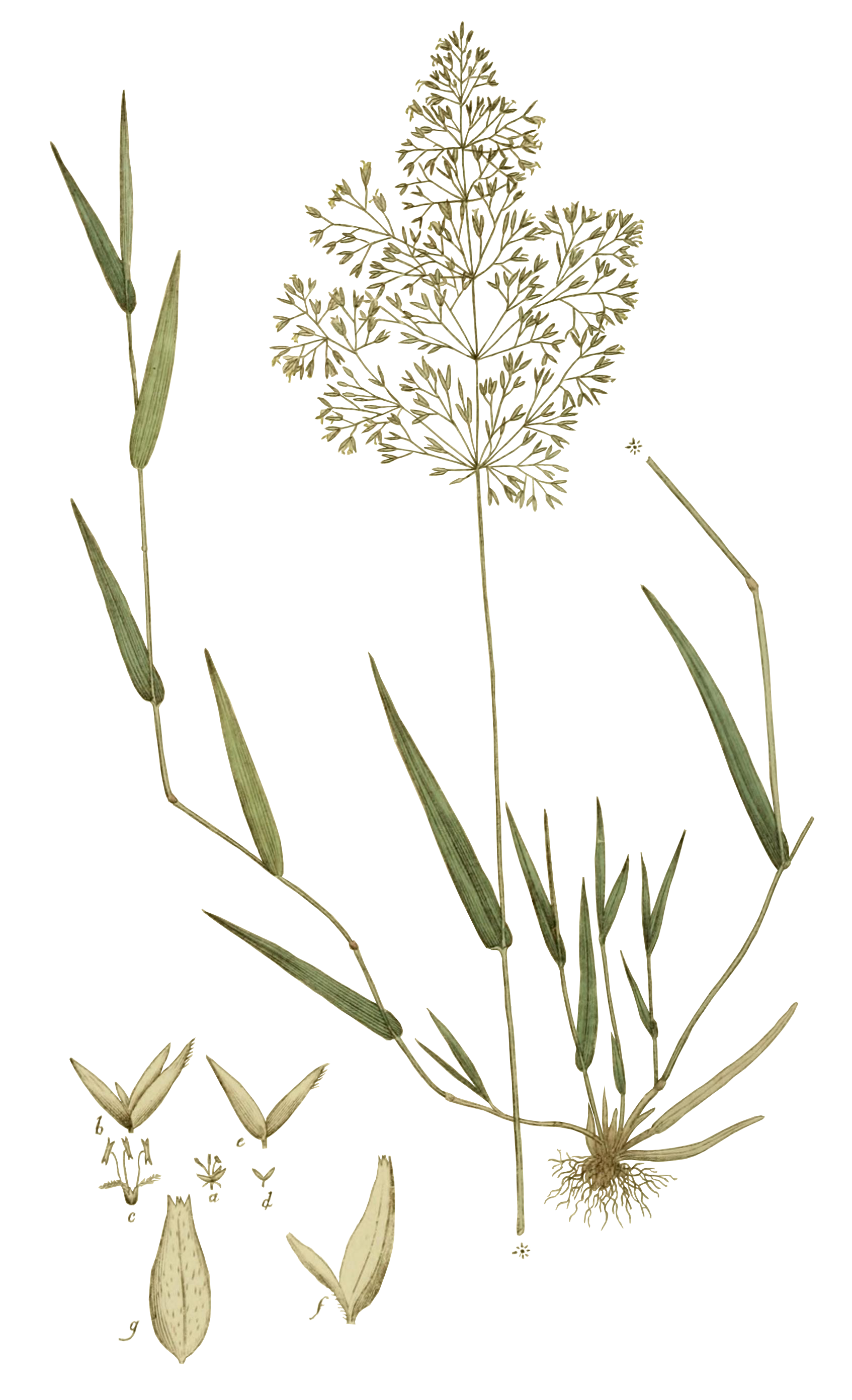
Ботаническая иллюстрация

Многолетнее рыхлодерновинное растение с удлинённым корневищем. Образует многочисленные надземные побеги, обыкновенно укореняющиеся в узлах. Стебель 15—40(60—90) см высотой, прямостоячий или приподнимающийся.
Листья светло-зелёные, иногда сероватые или голубоватые, свёрнутые, затем плоские, 3—10 см длиной и 1,5—4(5) мм шириной, линейные, на конце заострённые, по жилкам с обеих сторон и по краям шероховатые. Язычок 2,5—3(6) мм длиной, на верхушке зубчатый, изредка закруглённый, плёнчатый, с внешней стороны шероховатый. Влагалища голые, весной и осенью нередко фиолетовые.
Колоски 1,5—2(3) мм длиной, светло-зелёного или фиолетового цвета, ланцетные до узкопродолговатых, на ножках до 2 мм длиной, в метёлке, до и после цветения сжатой, а во время цветения рыхлой, веточки её шероховатые, в мутовках. Цветки по одному на колосок, пыльники светло-жёлтые, 1—1,5 мм длиной. Колосковые чешуи 2—3 мм длиной, иногда едва неравные по длине, продолговато-ланцетные, плёнчатые, заострённые на конце, с одной жилкой, в верхней части по килю шероховатые. Нижняя цветковая чешуя не более 2,5 мм длиной, продолговато-яйцевидная, на верхушке тупая, иногда с короткой остью. Верхняя цветковая чешуя ланцетная, не более 1 мм длиной.
Зерновка 1—2 мм длиной, скрыта в тонких цветковых чешуях.

## Распространение
Широко распространённое в умеренных регионах Евразии растение. На Дальнем Востоке — заносное.
Встречается на пойменных и суходольных лугах, по берегам рек, на болотах, не переносит участков без грунтового увлажнения.

## Значение и применение
Ценное кормовое растение, считается хорошим кормом для лошадей.
| Фаза         | Воды | От абсолютного сухого вещества в % | От абсолютного сухого вещества в % | От абсолютного сухого вещества в % | От абсолютного сухого вещества в % | От абсолютного сухого вещества в % |                                     |
| Фаза         | Воды | золы                               | протеина                           | жира                               | клетчатки                          | БЭВ                                |                                     |
| ------------ | ---- | ---------------------------------- | ---------------------------------- | ---------------------------------- | ---------------------------------- | ---------------------------------- | ----------------------------------- |
| До колошения | 8,2  | 11,7                               | 12,6                               | 3,0                                | 18,7                               | 54,0                               | Матвеева, 1938, долина реки Волхова |
| Цветение     | 10,3 | 10,9                               | 12,9                               | 2,6                                | 28,9                               | 53,7                               | Котов и др., 1940, Харьков          |

Полевица ползучая (побегоносная) очень удобна для применения в т.н. "дерновом земледелии", суть которого состоит в сплошном задернении возделываемого участка и в посадке в разрыв в дерновом покрове различных культур, требовательных к поливу, прополке, рыхлению и пасынкованию (отсечении побегов). (см.Почвопокровные растения ) 
Это могут быть клубника, огурцы, помидоры, различные плодовые кустарники и т.д. "Дерновое земледелие" кратно снижает трудозатраты на возделывание небольших участков с небольшими требованиями по производительности культур, что отлично подходит для использования на т. н. садовых участках. Полевица ползучая является наилучшим вариантом для использования в таком виде садоводства, как "дерновое земледелие", потому что практически не требует скашивания, полностью затягивает землю, препятствуя попаданию семян сорняков в землю. Под густым дерновым покровом полевицы побегоносной отлично себя чувствуют дождевые черви и другие организмы-сапрофиты, являющиеся хорошими природными рыхлителямии земли и переработчиками растительных остатков. "Дерновое земледелие" по очевидным причинам не подходит для возделывания корнеплодов. 

## Таксономия

### Синонимы
- Agrostis adscendens Lange, 1860
- Agrostis alba subsp. decumbens (Haller f. ex Gaudin) Arcang., 1882
- Agrostis alba subsp. filifolia (Link) Henriq., 1905
- Agrostis alba subsp. gaditana (Boiss. & Reut.) Henriq., 1905
- Agrostis alba subsp. maritima (Lam.) Arcang., 1882
- Agrostis alba subsp. patula (Gaudin) Arcang., 1882
- Agrostis alba subsp. pauciflora (Schrad.) K.Richt., 1890
- Agrostis alba subsp. scabriglumis (Boiss. & Reut.) Asch. & Graebn. ex Maire, 1933
- Agrostis alba subsp. stolonizans (Besser ex Schult. & Schult.f.) Lavrenko, 1935
- Agrostis alba subsp. straminea (Hartm.) K.Richt., 1890
- Agrostis albida Trin., 1845
- Agrostis aspera Weber, 1787
- Agrostis decumbens Haller f. ex Gaudin, 1811, nom. illeg.
- Agrostis dulcis (Pers.) Sibth. ex Kunth, 1833
- Agrostis filifolia Link, 1799
- Agrostis glaucescens (C.Presl) Spreng., 1825, nom. illeg.
- Agrostis karsensis Litv., 1922
- Agrostis maritima Lam., 1783
- Agrostis mutabilis Knapp, 1804, nom. illeg.
- Agrostis palustris Huds., 1762
- Agrostis patula Gaudin, 1811
- Agrostis pauciflora Schrad., 1806
- Agrostis prorepens (W.D.J.Koch) G.Mey. ex Asch., 1864
- Agrostis prostrata Hook.f., 1847
- Agrostis reptans Rydb., 1917
- Agrostis scabriglumis Boiss. & Reut., 1852
- Agrostis sibirica Petrov, 1930
- Agrostis sicula Kunth, 1829
- Agrostis stolonizans Besser ex Schult. & Schult.f., 1827
- Agrostis straminea Hartm., 1819
- Agrostis transcaspica Litv., 1917
- Agrostis zerovii Klokov, 1950
- Apera palustris (Huds.) Gray, 1821
- Decandolia stolonifera (L.) Bastard, 1809
- Milium maritimum (Lam.) Clemente, 1807
- Milium vulgare Mérat, 1821
- Milium vulgare var. stolonifera (L.) Mérat, 1821
- Sporobolus gaditanus Boiss. & Reut., 1852
- Vilfa decumbens (Haller f. ex Gaudin) P.Beauv.. 1812
- Vilfa gaditana (Boiss. & Reut.) Steud., 1854
- Vilfa maritima (Lam.) P.Beauv., 1812
- Vilfa patula (Gaudin) P.Beauv., 1812

и другие.